# Stad der verdoemden
Stad der verdoemden is een stripalbum uit 1982 en het achtste deel uit de stripreeks Storm, getekend door Don Lawrence naar een scenario van Kelvin Gosnell.

## Verhaallijn
Storm en Roodhaar bereiken Antarctica waar ze ontdekken dat de aarde kort nadat hij deze verliet, getroffen werd door een grootschalige uitbarsting van neutronenstraling. Ondanks de risico's wil hij toch terug naar zijn eigen tijd. De stad wordt echter aangevallen en Storm neemt de leiding over de verdediging van de stad en hij slaagt erin de aanval af te weren. Storm beseft dat terugkeren naar zijn eigen tijd zinloos is en berust in het feit dat de aarde waarin hij terechtkwam na zijn ruimtemissie zijn nieuwe thuis is.